# 但泽-西普鲁士帝国大区
但泽-西普鲁士帝国大区（德語：Reichsgau Danzig-Westpreußen）是纳粹德国入侵波兰后，在1939年10月8日设立的行政区，疆域与原西普鲁士省相近。是由但泽自由市、大波美拉尼亚省（波兰走廊）、东普鲁士省与波森-西普魯士行政區所吞并的领土组成。